# Johann Baptist Krumpholz

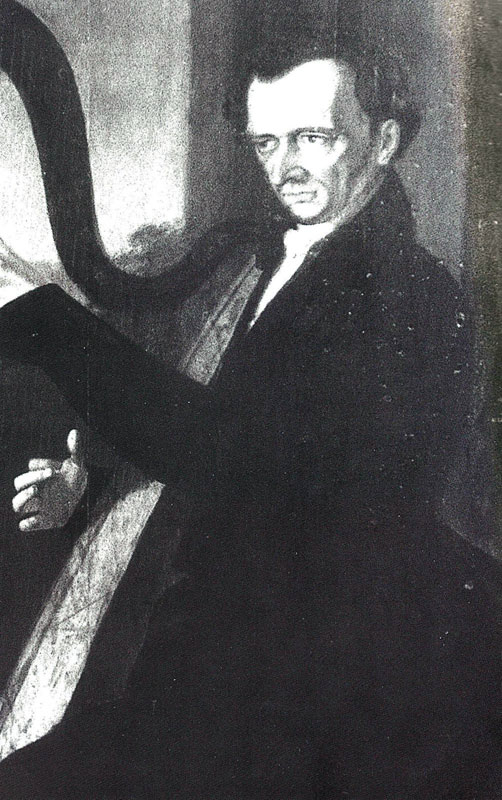
Ausschnitt aus einem Ölgemälde, das mutmaßlich Johann Baptist Krumpholz zeigt.

Johann Baptist Krumpholz (auch Krumpholtz, französisch Jean-Baptiste Krumpholz, tschechisch: Jan Křtitel Krumpholz; * 8. Mai 1742 in Budenice/Zlonice; † 19. Februar 1790 in Paris) war ein tschechischer Komponist und Harfenist.

## Leben
Johann Baptist Krumpholz erhielt seine erste musikalische Unterweisung von seinem Vater in Paris, wo er auch aufwuchs. Eine wichtige Station in seinem Leben war Österreich: 1773 gab er ein überaus erfolgreiches Konzert im Wiener Burgtheater, und während seiner Zeit als Mitglied des Esterházy’schen Orchesters (1773–1776) soll er Kontrapunkt-Stunden bei Joseph Haydn genommen haben. Seine Konzerte, Sonaten und Variationen für Harfe, die ab 1775 in Paris erschienen, genossen zu seinen Lebzeiten und darüber hinaus große Anerkennung.
1777 beendete er eine ausgedehnte Konzertreise in Paris. Hier heiratete er Marguerite Gilbert, die Tochter eines Pariser Harfenbauers, die aber noch im selben Jahr im Kindbett starb. Aus der anschließenden Ehe mit Anne-Marie Krumpholz geb. Steckler, langjährige Meisterschülerin und Begleiterin auf seiner Konzertreise, gingen drei Kinder hervor. Gegen Ende der 1780er Jahre floh seine Frau gemeinsam mit einem Geliebten, vielleicht dem Pianisten Jan Ladislav Dussek, nach London. 1790 ertränkte sich Johann Baptist Krumpholz in der Seine. Zehn Jahre später erschien in Paris die Harfenschule Principes pour la harpe, die er für eine deutsche Baroness geschrieben haben soll.